# Abdulwasea Al Matari
Abdulwasea Al-Matari (4 luglio 1994) è un calciatore yemenita, centrocampista dell'Al-Ittihad Salalah e della nazionale yemenita.

## Carriera

### Club
Ha giocato dal 2013 al 2015 in Yemen, all'Al Yarmuk Al Rawda. Nel 2015 si è trasferito agli omaniani del Al-Oruba.

### Nazionale
Ha esordito in nazionale il 15 novembre 2013, in Yemen-Qatar.

## Statistiche

### Cronologia presenze e reti in nazionale
| Cronologia completa delle presenze e delle reti in nazionale ― Yemen | Cronologia completa delle presenze e delle reti in nazionale ― Yemen | Cronologia completa delle presenze e delle reti in nazionale ― Yemen | Cronologia completa delle presenze e delle reti in nazionale ― Yemen | Cronologia completa delle presenze e delle reti in nazionale ― Yemen | Cronologia completa delle presenze e delle reti in nazionale ― Yemen | Cronologia completa delle presenze e delle reti in nazionale ― Yemen | Cronologia completa delle presenze e delle reti in nazionale ― Yemen |
| Data                                                                 | Città                                                                | In casa                                                              | Risultato                                                            | Ospiti                                                               | Competizione                                                         | Reti                                                                 | Note                                                                 |
| -------------------------------------------------------------------- | -------------------------------------------------------------------- | -------------------------------------------------------------------- | -------------------------------------------------------------------- | -------------------------------------------------------------------- | -------------------------------------------------------------------- | -------------------------------------------------------------------- | -------------------------------------------------------------------- |
| 07-01-2019                                                           | Abu Dhabi                                                            | Iran                                                                 | 5 – 0                                                                | Yemen                                                                | Coppa d'Asia 2019 - 1º turno                                         | -                                                                    | 77’                                                                  |
| 12-01-2019                                                           | Sharjah                                                              | Yemen                                                                | 0 – 3                                                                | Iraq                                                                 | Coppa d'Asia 2019 - 1º turno                                         | -                                                                    |                                                                      |
| 16-01-2019                                                           | al-'Ayn                                                              | Vietnam                                                              | 2 – 0                                                                | Yemen                                                                | Coppa d'Asia 2019 - 1º turno                                         | -                                                                    |                                                                      |
| 19-11-2019                                                           | Al Muharraq                                                          | Yemen                                                                | 1 – 2                                                                | Singapore                                                            | Qual. Mondiali 2022                                                  | -                                                                    |                                                                      |
| 6-1-2023                                                             | Bassora                                                              | Yemen                                                                | 0 – 2                                                                | Arabia Saudita                                                       | Coppa delle nazioni del Golfo 2023 - 1º turno                        | -                                                                    | 85’                                                                  |
| 9-1-2023                                                             | Bassora                                                              | Oman                                                                 | 3 – 2                                                                | Yemen                                                                | Coppa delle nazioni del Golfo 2023 - 1º turno                        | 1                                                                    |                                                                      |
| Totale                                                               |                                                                      | Presenze                                                             | 6                                                                    |                                                                      | Reti                                                                 | 1                                                                    |                                                                      |